# Proroblemma rosea
Proroblemma rosea är en fjärilsart som beskrevs av William Schaus 1911. Proroblemma rosea ingår i släktet Proroblemma och familjen nattflyn. Inga underarter finns listade i Catalogue of Life.